# Hans-Jürgen Leonhard
Hans-Jürgen Leonhard, auch Jürgen Leonhard und Leonhardt (* 26. Januar 1917 in Berlin; † vor dem 30. September 1983 in Karl-Marx-Stadt) war ein deutscher Maler und Grafiker.

## Leben und Werk
Hans-Jürgen Leonhard machte nach Abschluss der Grundschule ab 1930 eine Ausbildung als Musterzeichner. Von 1936 bis 1939 studierte er bis zur Atelierprüfung u. a. bei Ludwig Bartning, Karl Michel und Wilhelm Tank an den Vereinigten Staatsschulen für freie und angewandte Kunst in Berlin. Von 1942 bis 1944 setzte er das Studium an der inzwischen zur Staatlichen Hochschule für bildende Künste umstrukturierten Schule fort. Von 1945 bis 1952 arbeitete Leonhard als freischaffender Maler. Von 1952 bis 1954 war er Dozent für Zeichnen und Malen in den Architekturklassen der Fachschule für Bauwesen Görlitz. Danach lebte und arbeitete er als freiberuflicher Maler und Grafiker in Karl-Marx-Stadt.
Leonhard war Mitglied im Verband bildender Künstler der DDR.
Details zum weiteren Lebensweg des Künstlers, insbesondere Zeitpunkt und Ort seines Todes, sind nicht dokumentiert. In der Künstlerübersicht für das Territorium des heutigen Bezirkes Karl-Marx-Stadt im Zeitraum des 19. und 20. Jahrhunderts, die 1985 erschien und auf dem Informationsstand vom 30. September 1983 beruht, wird er jedoch bereits als „verstorben“ gelistet.

## Werke (Auswahl)
- Straße im Erzgebirge (Auersberg) (Aquarell; gezeigt 1946 in Chemnitz)
- Grenzhäuser (Öl-Wachs-Mischtechnik; gezeigt 1946 in Chemnitz)
- Winterlandschaft (vor 1948, Öl)[4]

- Wohnwagen (Öl; 1952 auf der Mittelsächsischen Kunstausstellung)
- Fachschülerin für Bauwesen (Öl; 1952 auf der Mittelsächsischen Kunstausstellung)

- Fischerboote (Öl, 60 × 80 cm; auf der Vierten Deutschen Kunstausstellung)
- Jungfernbrücke in Berlin (Öl; auf der Fünften Deutschen Kunstausstellung; Link zum Bild in der Deutschen Fotothek)
- Junger Mähdrescherfahrer (Öl; Link zum Bild)
- Fischerhäuser (Kreide)
- LPG-Bauer, Brigadeleiter in Wegefarth (Kohle)

## Teilnahme an Ausstellungen (unvollständig)
- 1946: Chemnitz, Kaufstätte Merkur („Chemnitzer Künstler stellen aus)“[5]
- 1948, 1949, 1952: Glauchau, Stadt- und Heimatmuseum Glauchau, bzw. Chemnitz, Schlossberg-Museum („Mittelsächsische Kunstausstellung“)[6]
- 1958/1959 und 1962/1963: Dresden, Albertinum, Vierte und Fünfte Deutsche Kunstausstellung
- 1963: Karl-Marx-Stadt, Museum am Theaterplatz („10 Jahre Architektur, bildende Kunst und bildnerisches Volksschaffen in Karl-Marx-Stadt“).[7]

postum
- 1984/1985: Karl-Marx-Stadt, Städtisches Museum am Theaterplatz („Retrospektive 1945 – 1984: Bildende Kunst im Bezirk Karl-Marx-Stadt“)